# Смертная казнь в Армении
Смертная казнь в Армении не применялась с 1991 года.

## Отмена казни
Последняя казнь состоялась в Армении 30 августа 1991 года, казнь осуществлена путём выстрела в затылок, о казнённом нет никаких данных. Смертная казнь считалась законным наказанием за убийство, государственную измену, и тяжкие преступления военного характера вплоть до её отмены в 2003 году. Национальное собрание Армении приняло новый проект Уголовного Кодекса сразу в трёх чтениях, предусматривающий замену казни на пожизненное заключение, осуждённые пожизненно через 20 лет после начала срока смогут рассчитывать на условно-досрочное освобождение. Однако, отмена казни не распространяется на лиц, совершивших до вступления в силу закона убийства при отягчающих обстоятельствах.

## Протоколы Европейской конвенции по правам человека
В январе 2001 году Армения подписала Протокол № 6 Европейской конвенции по правам человека (протокол позволяет применение смертной казни за серьёзные преступления военного времени), 29 сентября он был ратифицирован, 1 октября протокол вступил в силу. 19 мая 2006 года был подписан Протокол № 13 (об отмене смертной казни при любых обстоятельствах), однако по состоянию на май 2020 года Армения его не ратифицировала.